# Isosaari (ö i Finland, Päijänne-Tavastland, Lahtis, lat 61,27, long 25,55)
Isosaari är en ö i Finland. Den ligger i sjön Asikkalanselkä och i kommunen Asikkala i den ekonomiska regionen  Lahtis ekonomiska region  och landskapet Päijänne-Tavastland, i den södra delen av landet, 130 km norr om huvudstaden Helsingfors. Öns area är 56,4 hektar och dess största längd är 1,3 kilometer i nord-sydlig riktning.